# Principado de Capua
El principado de Capua (en latín: Principatus Capuae o Capue) fue un estado lombardo en el Mezzogiorno italiano, generalmente independiente de facto entre los siglos IX y XII, pero bajo vasallaje nominal del Imperio bizantino unas veces, y otras, del Sacro Imperio Romano Germánico. Su capital fue la ciudad de Capua, origen primero de un gastaldado lombardo del ducado de Benevento, que se convirtió en un condado dentro del Principado de Salerno (bajo Guaimario IV de Salerno entre 1038 y 1052) antes de independizarse como principado.

## Orígenes
La vieja Capua fue una antigua ciudad italiana, la ciudad romana más grande del sur de Italia. Fue el centro de un oscuro y poco conocido gastaldado lombardo en el ducado de Benevento. 
Apareció con más fuerza en la historia lombarda del sur de Italia durante la guerra civil de 841 que antecedió a la división del principado de Benevento, tomando partido por el principado de Salerno: el señor de Capua de esa época, Landulfo el Viejo, y sus hijos, apoyaron a Siconulfo de Salerno como príncipe de Benevento contra el usurpador Radalgiso I, asesino del hermano de Siconulfo y anterior príncipe de Benevento, Sicardo. En 841, Capua fue sometida a saqueo por mercenarios sarracenos contratados por Radalgiso, en pago por sus servicios. Con esta acción los árabes empezaron a intervenir en los asuntos peninsulares italianos, invitados por los gobernantes lombardos, llegando al cabo de veinte años a establecerse en las costas del sur de Italia, como por ejemplo en Bari. Landulfo el Viejo y su hijo primogénito, Lando I de Capua, tomaron la iniciativa de fortificar la colina Triflisco, cercana a la vieja Capua romana, sobre la que fue edificada la nueva y actual Capua. 
En 849, Luis II el Joven, hijo de Lotario y correy de Italia, con su Radelgisi et Siginulfi principum Divisio Ducatus Beneventani, dividió el principado de Benevento en dos partes: una con su capital en Salerno y otra con la suya en la Benevento original. Capua fue adscrita en principio al Principado de Salerno como condado del mismo. 
El conde Pando el Codicioso declaró a Capua independiente del principado de Salerno en 862. A su muerte, acaecida en ese mismo año, se produjo una disputa sucesoria por la cual el hijo y sucesor teórico de Pando el Codicioso, Pandenulfo, fue depuesto por su tío y obispo de Capua Landulfo, que así unió el poder secular y eclesiástico de la región capuana, de forma casi contemporánea a como el obispo Atanasio II lo estaba haciendo en el Nápoles bizantino.
Disputas sobre las primacías de los obispados y sobre el propio condado de Capua sucedieron a la muerte de Landulfo, y se desarrolló una guerra civil entre el anteriormente depuesto Pandenulfo y otro nieto de Landulfo I el Viejo, Lando III. El principado de Salerno apoyaba a Lando y el principado de Benevento a Pandenulfo. De la crisis sucesoria del condado de Capua de 887 surgió Atenulfo I de Capua, que se estableció como príncipe de Capua con la ayuda bizantina del antes mencionado obispo Atanasio II, duque de Nápoles. Atenulfo intentó vindicar la independencia del principado de Capua tanto de Salerno como de Benevento, así como modificar las reglas de acceso al trono de su principado para evitar futuras crisis sucesorias.

## Unión con Benevento
En 899, Atenulfo I derrotó a Radalgiso II de Benevento y conquistó el principado de Benevento. Declaró la unión permanente de los dos estados, Benevento y Capua. Con este hecho, Atenulfo creó el estado más poderoso en la región en esa época y aumentó el prestigio de Capua. 
Atenulfo I introdujo el principio de corregencia, por el cual los hijos podrían ser asociados al gobierno de los estados con sus padres y hermanos, un principio que pronto tomó prestado Salerno. Atenulfo I asoció a su hijo, Landulfo I de Benevento, como copríncipe de Benevento y Capua, y estableció alianzas duraderas con los estados griegos próximos, como el Ducado de Nápoles y el Ducado de Gaeta. Planificó la eventual reconquista del territorio ocupado por los sarracenos en la región, pero murió el año 910 antes de que sus planes culminaran con la victoriosa batalla del río Garellano del año 915. 
Landulfo continuó la política de su padre y, después de la jornada del Garellano, trató de debilitar el poder bizantino en la Apulia y la Campania con un éxito moderado. Su hijo, Landulfo el Rojo, trató de derrocar a Gisulfo I de Salerno para apoderarse de su principado, pero falló. También fue derrotado cuando, como su padre antes que él, atacó las posesiones bizantinas del Catapanato de Italia, por lo que fue forzado a reconocer el protectorado nominal bizantino.
Bajo los hijos de Landulfo el Rojo la unión de Capua y Benevento se rompió, con Pandulfo Testa di Ferro rigiendo por separado en Capua y Landulfo III en Benevento. Sin embargo, todos los estados lombardos del sur de Italia fueron unificados por última vez cuando Pandulfo Testa di Ferro se apropió del Principado de Benevento a la muerte en 969 de su hermano Landulfo III y contra el derecho de sus sobrinos Pandulfo y Landulfo (hijos de Landulfo III) y entonces llegó a hacerse con el principado de Salerno en 978. Además, antes de su muerte en marzo de 981, Testa di Ferro obtuvo del emperador del Sacro Imperio Romano Germánico, Otón I el Grande, el título y control sobre el Ducado de Spoleto. Pandulfo Testa di Ferro dividió sus extensos dominios entre sus hijos: Landulfo IV recibió los principados unidos de Benevento y Capua, y Pandulfo II, el de Salerno.

## El Principado en elsigloXI

Mapa de Italia mostrando el principado de Capua tal y como aparecía hacia el año 1000 de nuestra era.

Pronto, Benevento y Capua se separaron legalmente, con Landulfo IV de Benevento (el sexto de su nombre en Capua) manteniendo el principado de Capua aunque con un poder mucho más disminuido. En la última década del siglo X, Capua experimentó desórdenes que debilitaron aún más su poderío, con un príncipe asesinado, otro desposeído por el emperador Otón III y un tercero depuesto por sus ciudadanos. La anterior dinastía de Atenulfo fue reinstalada en el año 1000 con Landulfo VII de Capua, que hizo a su hermano Pandulfo II de Benevento, regente de su heredero Pandulfo el Negro. Así, Capua y Benevento se unieron brevemente por última vez como principados lombardos.
El principal interés político de este último y declinante periodo lombardo del principado de Capua fue el control de un puerto marítimo, especialmente uno grande e importante, como Gaeta o Nápoles. El principado de Capua experimentó un nuevo cénit bajo Pandulfo IV, el lobo de los Abruzos según los cronistas coetáneos, que fue depuesto dos veces entre su acceso al poder en 1016 y su muerte en 1050. Originalmente fue un aliado de los bizantinos y mantuvo su alianza con ellos contra todos sus vecinos hasta el final. Su reinado estuvo ocupado con constantes disputas con la Iglesia católica (a cuyos obispos y abades trataba con desdén) y con los ducados costeros de Nápoles, Gaeta y Amalfi. Pandulfo IV deseaba dar a Capua un puerto marítimo y depuso tanto al duque Sergio IV de Nápoles en 1027 como al duque Juan V de Gaeta en 1032. Su carácter personal, sin embargo, lo involucró en una guerra con Guaimario IV de Salerno, en la que perdió sus principados al ser depuesto por el emperador del Sacro Imperio Romano Germánico Conrado II, que los cedió a su enemigo Guaimario IV. A pesar de la importancia de Capua en la región, la ciudad declinó en su poder con los sucesores del lobo de los Abruzos, hasta que fue finalmente tomada por los normandos aliados de Guaimario.

## Gobierno normando
En 1058, un año después de la muerte de Pandulfo VI de Capua, hijo y débil sucesor de Pandulfo IV, el conde normando de Aversa Ricardo Drengot conquistó Capua, dejando a Landulfo VIII, penúltimo gobernante lombardo de Capua, el control únicamente de la ciudad durante otros cuatro años más.
Ricardo incrementó inmediatamente su prestigio con el título principesco y también su poder gracias al aumento territorial que vino a ponerse bajo su autoridad. Con Capua, su territorio limitaba con los dominios de los papas, y fue tanto su protector y aliado como también un enemigo que pasó sus últimos años excomulgado, como su hijo y sucesor Jordano I, que arrancó un pedazo del territorio papal para su principado de Capua normando. A la muerte de Ricardo I en 1078, su familia, la Casa Drengot, tenía un prestigio y poder semejante al de la Casa Altavilla, aunque actuaban en una diferente esfera de influencia: los Estados Pontificios y la Italia Central los primeros, Sicilia y Apulia los segundos.

La península itálica en 1084.

Con la muerte de Jordano I, el principado declinó rápidamente. De 1090 a 1098, la misma ciudad de Capua cayó en manos de su último gobernante lombardo, Landon, un conde que aprovechó una revuelta ciudadana durante la minoría de edad de Ricardo II. Este último solo pudo reinstalarse en Capua con la ayuda de sus compañeros normandos de la Casa Altavilla, y así Capua llegó a depender de los Altavilla y de su ducado de Apulia, mientras sus príncipes seguían influenciando las elecciones papales y actuaban como protectores del Papado. Con la muerte del muy religioso Jordano II en 1127, el principado fue objeto de deseo de Rogelio II, que había unido los dominios sicilianos y peninsulares de la Casa Altavilla. Durante veinte años, de 1135 hasta 1155, los de Altavilla guerrearon con Roberto II de Capua, hasta que su clan familiar, los Drengot, fueron apartados permanentemente del poder en Capua y el principado pasó al dominio real del Reino de Sicilia.

## Gobernantes de Capua (y cronología esencial)
| Periodo                        | Año inicio | Año final | Gobernante                                                   | Acontecimientos y notas |
| ------------------------------ | ---------- | --------- | ------------------------------------------------------------ | --- |
| CONDADO DE CAPUA               | mitad de   | siglo VII | Mitola                                                       | El 8 de mayo de 663 las fuerzas dirigidas por el emperador bizantino Constante II, que estaban sitiando Benevento, fueron derrotadas a orillas del Calore Hirpino por las fuerzas del rey lombardo Grimoaldo, dirigidas conjuntamente por el conde de Capua, Mitola y el duque de Benevento, Romualdo, hijo de Grimoaldo. |
| CONDADO DE CAPUA               | 840        | 842       | Landulfo I el Viejo                                          | En 841, saqueo y destrucción de Capua Vetere (la antigua Capua romana) por los sarracenos. |
| CONDADO DE CAPUA               | 842        | 861       | Lando I, hijo de Landulfo I                                  | En 856, fundación de la actual Capua (Capua Nova sulle rovine de Casilinum), nueva capital del condado. |
| CONDADO DE CAPUA               | 861        | 861       | Lando II, hijo de Lando I                                    | - |
| CONDADO DE CAPUA               | 861        | 862       | Pando el Codicioso, hijo de Landulfo I                       | - |
| CONDADO DE CAPUA               | 862        | 862       | Pandenulfo, hijo de Pando                                    | - |
| CONDADO DE CAPUA               | 862        | 879       | Landulfo II, hijo de Landulfo I                              | - Obispo de Capua, expulsa a su sobrino Pandenulfo del poder. |
| CONDADO DE CAPUA               | 879        | 882       | Pandenulfo                                                   | - Segundo periodo de regencia. |
| CONDADO DE CAPUA               | 882        | 885       | Lando III, hijo de Lando II                                  | - |
| CONDADO DE CAPUA               | 885        | 887       | Landenulfo I de Teano                                        | Probablemente pariente de Lando III. |
| PRINCIPADO DE CAPUA (LOMBARDO) | 887        | 910       | Atenulfo I                                                   | Hasta el 900, conde; de 900 príncipe de Capua (hasta 910) y Benevento (hasta 983) En 899, conquista de Benevento. |
| PRINCIPADO DE CAPUA (LOMBARDO) | 910        | 935       | Atenulfo II, hijo de Atenulfo I                              | |
| PRINCIPADO DE CAPUA (LOMBARDO) | 935        | 943       | Landulfo III de Carinola (o también Landulfo I de Benevento) | |
| PRINCIPADO DE CAPUA (LOMBARDO) | 943        | 961       | Landulfo IV el Rojo, hijo de Landulfo III                    | |
| PRINCIPADO DE CAPUA (LOMBARDO) | 961        | 982       | Pandulfo I Testadiferro                                      | Desde 968, príncipe de Benevento y Capua. En 978, conquista Salerno. |
| PRINCIPADO DE CAPUA (LOMBARDO) | 961        | 968       | Landulfo V, príncipe de Benevento y Capua                    | |
| PRINCIPADO DE CAPUA (LOMBARDO) | 968        | 982       | Landulfo VI, príncipe de Benevento y Capua                   | |
| PRINCIPADO DE CAPUA (LOMBARDO) | 982        | 993       | Landenulfo II                                                | |
| PRINCIPADO DE CAPUA (LOMBARDO) | 982        | 992       | Aloara, regente de Landenulfo                                | |
| PRINCIPADO DE CAPUA (LOMBARDO) | 993        | 999       | Laidulfo                                                     | |
| PRINCIPADO DE CAPUA (LOMBARDO) | 999        | 999       | Aldemaro                                                     | |
| PRINCIPADO DE CAPUA (LOMBARDO) | 999        | 1007      | Landulfo VII de Santa Ágata                                  | |
| PRINCIPADO DE CAPUA (LOMBARDO) | 1007       | 1022      | Pandulfo II                                                  | En corregencia con: Pandulfo III (1009-16), Pandulfo IV (1016-21) y Pandulfo V (1020-22) |
| PRINCIPADO DE CAPUA (LOMBARDO) | 1009       | 1016      | Pandulfo III, hijo de Landulfo VII                           | Regente desde 1009 a 1014. |
| PRINCIPADO DE CAPUA (LOMBARDO) | 1016       | 1021      | Pandulfo IV, hijo de Pandulfo III                            | |
| PRINCIPADO DE CAPUA (LOMBARDO) | 1020       | 1022      | Pandulfo V, hijo de Pandulfo II                              | |
| PRINCIPADO DE CAPUA (LOMBARDO) | 1022       | 1026      | Pandulfo Conte de Teano.                                     | |
| PRINCIPADO DE CAPUA (LOMBARDO) | 1026       | 1039      | Pandulfo IV, el Lobo de los Abruzos, (2ª vez)                | Hasta el 1038, en corregencia con Pandulfo V. |
| PRINCIPADO DE CAPUA (LOMBARDO) | 1038       | 1046      | Guaimario IV de Salerno                                      | |
| PRINCIPADO DE CAPUA (LOMBARDO) | 1046       | 1050      | Pandulfo IV (3ª vez)                                         | Desde 1047 de nuevo en corregencia con Pandulfo V y con Landulfo VIII . |
| PRINCIPADO DE CAPUA (LOMBARDO) | 1050       | 1057      | Pandulfo V (3ª vez)                                          | De nuevo corregente de Landulfo VIII. |
| PRINCIPADO DE CAPUA (LOMBARDO) | 1057       | 1059      | Landulfo VIII, hijo de Pandulfo VII                          | En el año 1059 el Principado fue conquistado por los normandos. |
| PRINCIPADO DE CAPUA (NORMANDO) | 1058       | 1078      | Ricardo Drengot Quarrel, conde de Aversa.                    | En 1058 Ricardo conquistó el Principado de Capua y desde entonces el título de "Conde de Aversa" estuvo asociado a los príncipes de Capua. |
| PRINCIPADO DE CAPUA (NORMANDO) | 1078       | 1091      | Jordano I de Capua                                           | |
| PRINCIPADO DE CAPUA (NORMANDO) | 1091       | 1091      | Ricardo II de Capua                                          | |
| PRINCIPADO DE CAPUA (NORMANDO) | 1091       | 1098      | Lando IV (dinastía lombarda)                                 | |
| PRINCIPADO DE CAPUA (NORMANDO) | 1098       | 1106      | Ricardo II (2ª vez)                                          | |
| PRINCIPADO DE CAPUA (NORMANDO) | 1107       | 1120      | Roberto I de Capua                                           | |
| PRINCIPADO DE CAPUA (NORMANDO) | 1120       | 1120      | Ricardo III                                                  | |
| PRINCIPADO DE CAPUA (NORMANDO) | 1120       | 1127      | Jordano II                                                   | |
| PRINCIPADO DE CAPUA (NORMANDO) | 1127       | 1135      | Roberto II                                                   | |
| PRINCIPADO DE CAPUA (NORMANDO) | 1135       | 1137      | Alfonso de Altavilla                                         | En oposición a Roberto II de la familia Drengot. |
| PRINCIPADO DE CAPUA (NORMANDO) | 1137       | 1137      | Roberto II (2ª vez)                                          | |
| PRINCIPADO DE CAPUA (NORMANDO) | 1137       | 1144      | Alfonso de Altavilla (2ª vez)                                | |
| PRINCIPADO DE CAPUA (NORMANDO) | 1144       | 1155      | Guillermo de Altavilla                                       | Rey de Sicilia de 1154 a 1166. |
| PRINCIPADO DE CAPUA (NORMANDO) | 1155       | 1156      | Roberto II (3ª vez)                                          | En el año 1156, el Principado de Capua desaparece absorbido por el Reino de Sicilia. |